# Marcin Wicha

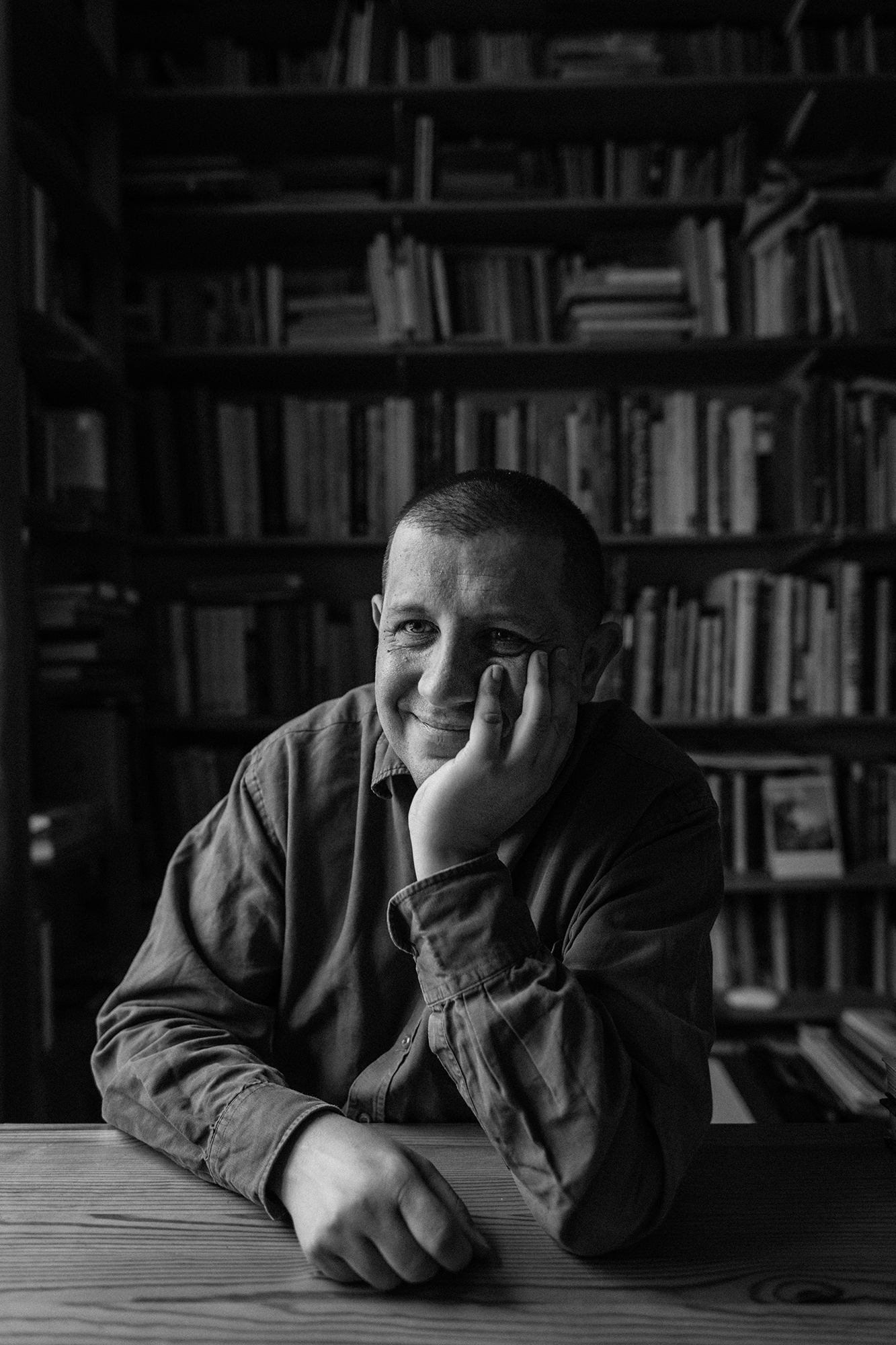
Marcin Wicha (2018)

Marcin Wicha (* 1972 in Warschau; † 24. Januar 2025) war ein polnischer Grafiker, Feuilletonist und Schriftsteller.

## Leben
Als Grafiker designte Wicha Cover für Zeitschriften, z. B. für Literatura na Świecie. Daneben publizierte er in Autoportret und Tygodnik Powszechny. Er war Mitarbeiter der Gazeta Wyborcza.
Als Schriftsteller debütierte Wicha 2011 mit dem Kinderbuch Klara. Proszę tego nie czytać. Seinen großen Durchbruch erreichte er 2017 mit Rzeczy, których nie wyrzuciłem, für den er mehrere Literaturpreise erhielt.
Er starb im Januar 2025 im Alter von 53 Jahren.

## Stil
Seine Bücher werden als „Verbindung aus Essay und philosophischem Traktat sowie Elementen der Reportage zusammen mit einem treffenden satirischen Kommentar“ beschrieben.

## Publikationen

### Essays
- Jak przestałem kochać design, 2015
- Rzeczy, których nie wyrzuciłem, 2017

### Kinderbücher
- Klara. Proszę tego nie czytać, 2011
- Klara. Słowo na »Szy«, 2012
- Łysol i Strusia, 2013
- Bolek i Lolek. Genialni detektywi, 2014

## Auszeichnungen und Nominierungen
- 2017: Paszport Polityki in der Kategorie Literatur für Rzeczy, których nie wyrzuciłem
- 2018: Haupt- und Publikumspreis des Nike-Literaturpreises für Rzeczy, których nie wyrzuciłem
- 2018: Witold-Gombrowicz-Literaturpreis für Rzeczy, których nie wyrzuciłem
- 2018: Nominierung für den Literaturpreis Gdynia in der Kategorie Essayistik mit Rzeczy, których nie wyrzuciłem